# Bożena Werner
Bożena Barbara Werner (ur. 1954) – polska pediatra i kardiolog, profesor dr hab. nauk medycznych, kierownik Kliniki Kardiologii Wieku Dziecięcego i Pediatrii Ogólnej Warszawskiego Uniwersytetu Medycznego.

## Życiorys
Bożena Werner po ukończeniu studiów medycznych uzyskała specjalizację II stopnia w zakresie pediatrii, kardiologii i kardiologii dziecięcej. W 1992 roku uzyskała stopień doktora nauk medycznych na podstawie rozprawy Ocena czynności prawej komory serca u dzieci z ubytkiem w przegrodzie międzyprzedsionkowej przed i po zabiegu operacyjnym przy użyciu echokardiografii dopplerowskiej. W 2003 roku uzyskała stopień doktora habilitowanego nauk medycznych na podstawie oceny ogólnego dorobku naukowego i rozprawy habilitacyjnej pt. Ocena przydatności echokardiografii przezprzełykowej w diagnostyce wrodzonych wad serca i monitorowaniu zabiegów kardiologii interwencyjnej u dzieci. W 2005 roku została powołana na stanowisko profesora nadzwyczajnego WUM. W 2012 roku uzyskała stopień profesora nauk medycznych. 
Pracuje na WUM (Warszawski Uniwersytet Medyczny) od 1981 roku i zajmuje się tamże również medyczną działalnością edukacyjną. Organizowała, prowadziła i koordynowała naukę pediatrii przez studentów II Wydziału Lekarskiego, Oddziału Nauczania w Języku Angielskim i Oddziału Fizjoterapii, była członkinią Rady Programowej ds. Nauczania II WL.
W latach 2011–2019 pełniła funkcję Prodziekana ds. Oddziału Nauczania w Języku Angielskim i była członkinią Senatu WUM. Ponadto w WUM pełniła funkcję Rzecznika Dyscyplinarnego ds. Nauczycieli Akademickich brała udział w pracach Komisji Nostryfikacyjnej, Senackiej Komisji ds. Dydaktyki, Rektorskiej Komisji ds. Nadawania Tytułu Doktora Honoris Causa, Uczelnianego Zespołu ds. Zapewnienia i Doskonalenia Jakości Kształcenia. Jest członkinią Rady Wydziału Lekarskiego i Rady Naukowej II Wydziału Lekarskiego.
Jest członkinią m.in.: Sekcji Kardiologii Dziecięcej (w latach 2013–2015 pełniła funkcję przewodniczącej, od 2003 do 2017 roku była w Zarządzie), Sekcji Echokardiografii, Kardiologii Sportowej, Elektrokardiologii Nieinwazyjnej i Telemedycyny PTK, Europejskiego Towarzystwa Kardiologicznego, Europejskiego Towarzystwa Kardiologii Dziecięcej, Polskiego Towarzystwa Pediatrycznego, Pediatrycznego Forum Profilaktyki Chorób Cywilizacyjnych.
Jest członkinią Komitetu Nauk Klinicznych PAN i przewodniczącą Zespołu ds. Prewencji Chorób Sercowo-Naczyniowych Komitetu Nauk Klinicznych Wydziału V Nauk Medycznych Polskiej Akademii Nauk.
Była promotorką 13 przewodów doktorskich (ponadto 5 przewodów jest w trakcie realizacji), 14 prac magisterskich i 12 licencjackich, kierownikiem specjalizacji 29 lekarzy. Jest autorką lub współautorką 179 publikacji, 25 rozdziałów w podręcznikach, 9 podręczników, w tym podręcznika „Wady serca u dzieci dla pediatrów i lekarzy rodzinnych”, jednej monografii oraz ponad 200 streszczeń. Opracowała nowatorskie elektroniczne narzędzie dydaktyczne „Repetytorium z pediatrii”. Opracowała też unowocześniony program nauczania pediatrii na II WL. Brała udział w krajowych i międzynarodowych akcjach prozdrowotnych. Jest orędowniczką akcji „Sprawdź cholesterol u dziecka”, propagując wprowadzenie przesiewowych badań zaburzeń lipidowych u dzieci w Polsce. 

## Odznaczenia i wyróżnienia
- Złoty Krzyż Zasługi (2016) „za zasługi w działalności na rzecz rozwoju medycyny”[6]
- Srebrny Krzyż Zasługi (2012) „za zasługi w działalności na rzecz ochrony zdrowia oraz rozwoju medycyny”[7]
- Brązowy Krzyż Zasługi (2006) „za zasługi dla ochrony zdrowia”[8]
- Medal Komisji Edukacji Narodowej
- Odznaka honorowa „Za zasługi dla ochrony zdrowia”
- 17 nagród Rektora WUM[3][5]

## Życie prywatne
Bożena Werner jest żoną Stanisława, syna Barbary Szurig-Werner.